# Artibeus phaeotis
Artibeus phaeotis là một loài động vật có vú trong họ Dơi mũi lá, bộ Dơi. Loài này được Miller mô tả năm 1902.

## Hình ảnh

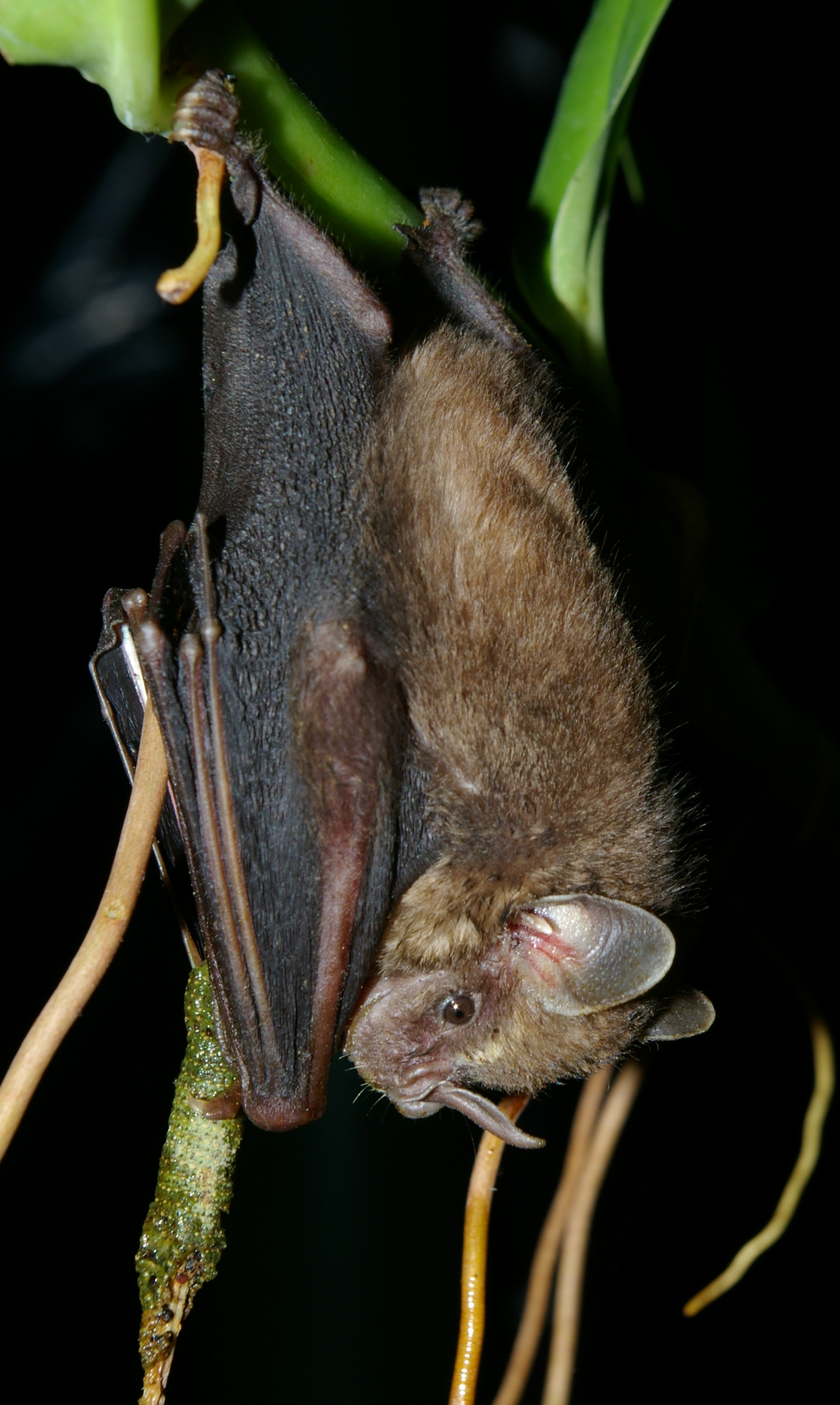
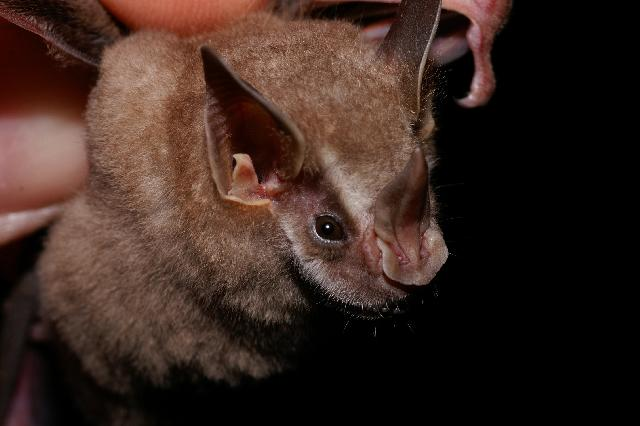
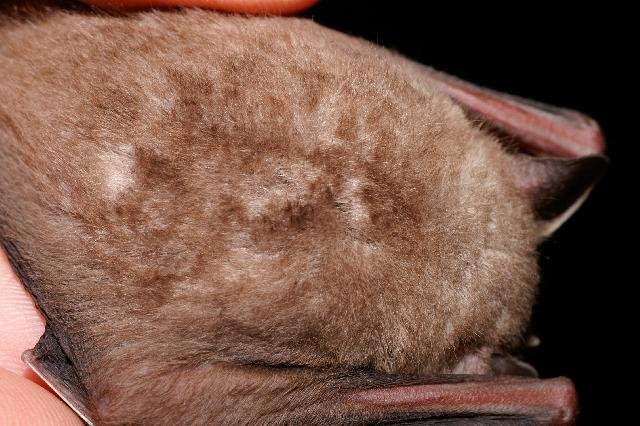
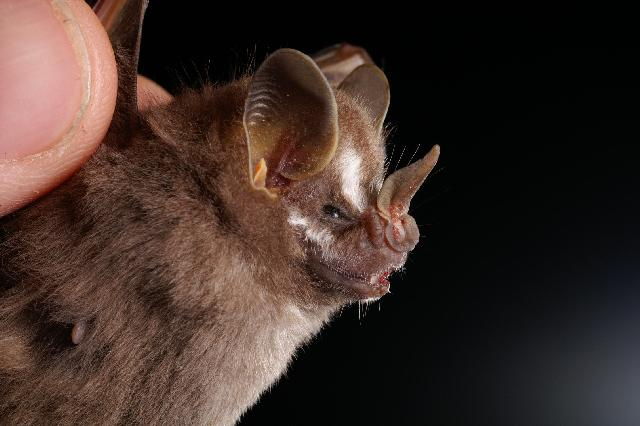